# Подводные лодки типа «Сирен»
Подводные лодки типа «Сирен» (фр. Classe Sirene) — первая серия («A») 600-тонных подводных лодок французского флота, построенных перед Второй мировой войной по программе 1922 года. Проект М. Симоно. По французской классификации являлись подводными лодками 2-го класса (водоизмещением менее 1000 тонн). Предназначались для борьбы с вражескими кораблями в прибрежной зоне и на коммуникациях в Средиземном море. Все 4 лодки были построены на верфи Ateliers et Chantiers de la Loire в Нанте. Одна из лодок («Нимф») была отправлена на слом в 1938 году по неизвестным причинам.

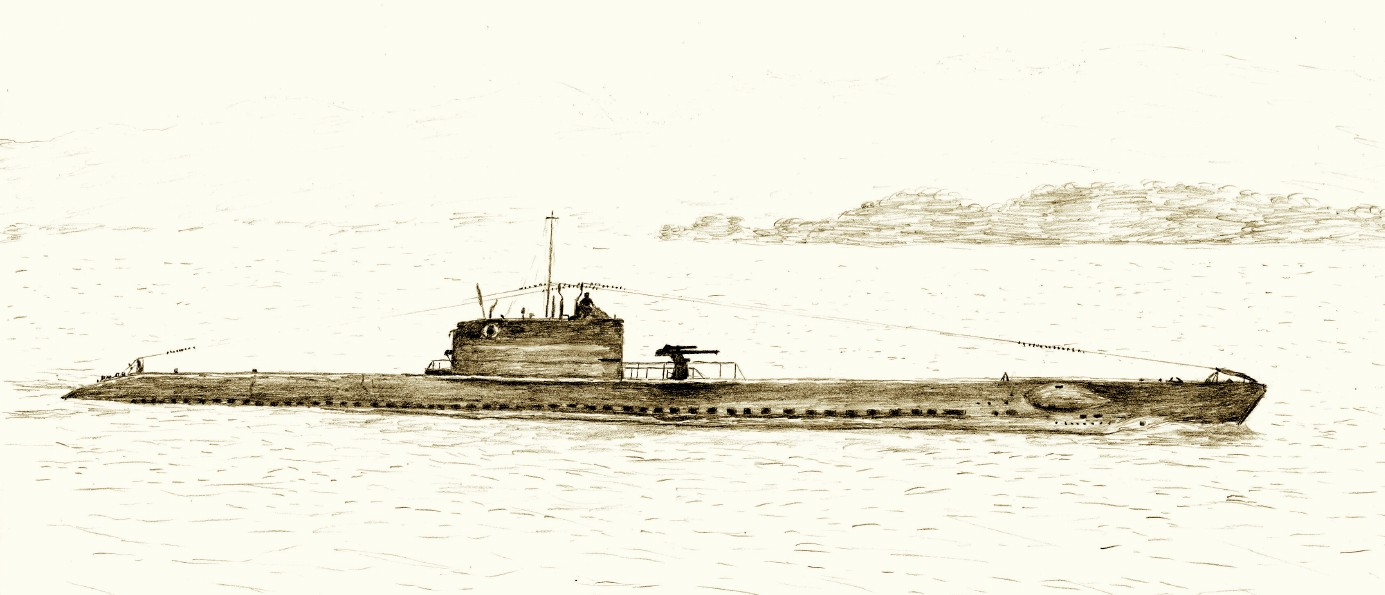
Рисунок подводной лодки «Сирен».

## Конструкция и вооружение
Субмарины имели полуторакорпусную конструкцию и отличались неплохой маневренностью, могли погружаться на глубину 75 метров. Автономность плавания составляла две недели.
Вооружение состояло из семи 550-мм торпедных аппаратов (ТА). Только один из трёх носовых ТА располагался в пределах прочного корпуса под углом к правому борту и имел единственную запасную торпеду. Два 550-мм ТА были установлены в двухтрубной поворотной установке за рубкой, ещё два находились вне прочного корпуса в корме лодки. Общий запас торпед — 8 штук. Артиллерийское вооружение состояло из 75-мм орудия, установленного на палубе перед рубкой.
На испытаниях лодка «Галате» развила скорость в 14,3 узла, став самой быстроходной среди 600-тонных лодок.
Все три лодки были затоплены в Тулоне 27 ноября 1942 года и позднее были подняты итальянцами и немцами. В дальнейшем они были потоплены союзной авиацией.

## Список подводных лодок
| Подводная лодка                 | Спущена на воду | Конец службы                              |
| ------------------------------- | --------------- | ----------------------------------------- |
| Сирен (Сирена) (фр. Sirene)     | 6.08.1925       | потоплена в феврале 1943 союзной авиацией |
| Найад (Наяда) (фр. Naiade)      | 20.10.1925      | потоплена в 24.11.1943 союзной авиацией   |
| Галате (Галатея) (фр. Galathee) | 18.12.1925      | потоплена в июне 1944 союзной авиацией    |